# Stigmatomma electrinum
Stigmatomma electrina este o specie dispărută de furnică din genul Stigmatomma. A fost descrisă în 2009 după ce au fost găsite fosile în Chihlimbarul Baltic.